# Münchener Digitalisierungszentrum
Le Münchener Digitalisierungszentrum (Centre de numérisation de Munich) est un centre pour la numérisation, la publication en ligne et la conservation des fonds de la Bibliothèque d'État de Bavière et d'autres centres d'archives. Il a été fondé en 1997 et est dirigé par Markus Brantl. En termes d'organisation, il constitue un département affecté au développement de la collection et au catalogage de la Bibliothèque d'État de Bavière.
Le MDZ a trois activités principales :
- La numérisation des fonds de la Bibliothèque de Bavière et des organismes partenaires, la numérisation sur demande de particuliers et/ou d'organismes, et la numérisation pour la conservation et/ou pour des raisons de sécurité.
- Le développement et la publication de documents électroniques dans le cadre des collections numériques de la Bibliothèque d'État de Bavière. Le MDZ fournit également un soutien technique à la mise en place et au maintien de bibliothèques dites virtuelles et soutient le portail de la culture bavaroise Bayerische Landesbibliothek Online.
- La conservation à long terme et la mise à disposition de tous les documents électroniques de la Bibliothèque d'État de Bavière.

Le MDZ coopère avec de nombreuses institutions et organismes scientifiques. À ce jour, plus de 80 projets ont été réalisés. Ceux-ci  comprennent, parmi beaucoup d'autres :
- la numérisation des titres de la VD 16, des incunables de la Bibliothèque d'État de Bavière, des encyclopédies importantes telles que le Grosses vollständiges Universal-Lexicon aller Wissenschafften und Künste, le Allgemeine Deutsche Biographie et la Neue Deutsche Biographie, l'ensemble des livrets de la bibliothèque ou les Denkmäler deutscher Tonkunst, etc.
- l'établissement du catalogue des manuscrits CodIcon Online
- le partenariat public-privé avec Google
- La mise en place de la Bayerischen Landesbibliothek Online et de la Virtuellen Fachbibliothek Musikwissenschaft (ViFaMusik).

Les documents numérisés par MDZ s'ajoutent aux collections numériques de la Bibliothèque d'État de Bavière. Il y a actuellement plus de 1 093 000 titres disponibles en ligne (à partir d'avril 2015).